# Umeboshi
 (mai 2025).
Si vous disposez d'ouvrages ou d'articles de référence ou si vous connaissez des sites web de qualité traitant du thème abordé ici, merci de compléter l'article en donnant les références utiles à sa vérifiabilité et en les liant à la section « Notes et références ».

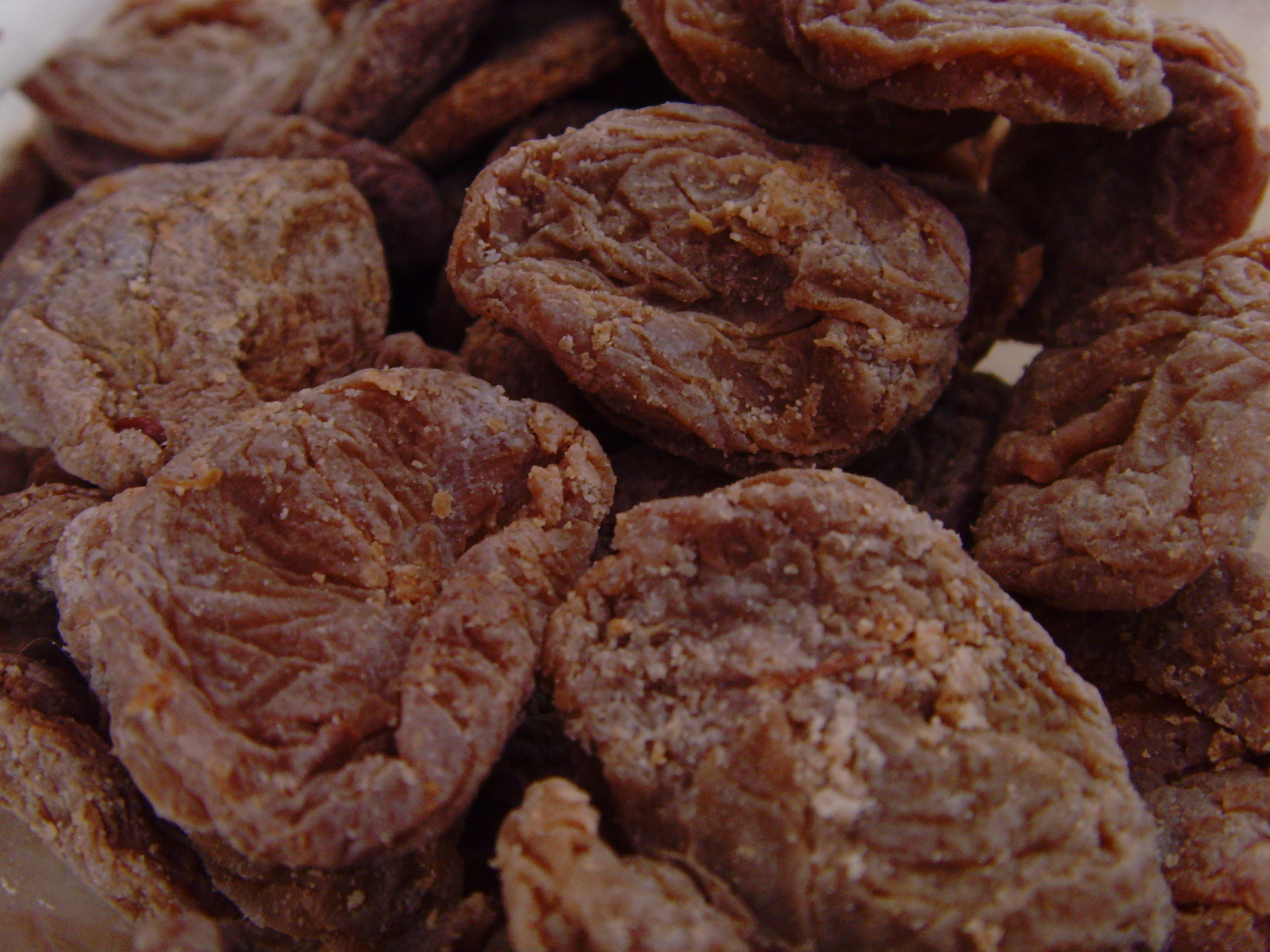
Umeboshi séchée.

Les umeboshi (梅干), ou prunes (ume) salées, font partie des tsukemono (littéralement « choses macérées »). Elles sont un aliment traditionnel très populaire au Japon. Leur couleur naturelle est le brun orangé (β-carotène), mais les umeboshi sont souvent colorées en rouge framboise par les feuilles de shiso riches en anthocyane (aussi appelé perillanine chloride). Les umeboshi sont globuleuses et charnues, mais fripent avec l'âge. Leur goût est très acide et salé (après macération dans le sel).

## Fabrication
Les umeboshi sont fabriquées avec des fruits frais d'abricotier du Japon arrivés à maturité. Après les avoir lavés et trempés quelques minutes dans l'eau froide (pour enlever l'amertume), on les essore et les essuie soigneusement avec un linge. On les place ensuite au fond d'un récipient idoine (préalablement stérilisé à l'eau bouillante) et on les asperge ou on les vaporise d'un peu d'eau-de-vie. On verse ensuite dessus 200 grammes de sel par kilogramme de fruits, en malaxant soigneusement afin que le sel pénètre bien dans les drupes.
À ce stade, on peut les laisser nature ou leur adjoindre des feuilles de shiso rouge, car les vertus de l'umeboshi sont en grande partie dues à cet akajiso. Dans ce cas, on procède comme suit.
Après les avoir lavées à l'eau froide, on mélange les feuilles de shiso rouge au sel marin, puis on les dispose en couches alternées avec les ume pour fermentation. Quand la lacto-fermentation est avancée, on peut les retirer et les faire sécher avant de les réduire en poudre pour en faire un condiment dit shiso momiji.
Pour finir, on place une pierre ronde (ou un poids plastifié disponible dans le commerce) sur le tout avant de fermer le récipient avec un couvercle non hermétique. Il est indispensable que les fruits soient bien pressés dans leur saumure. Entreposer le récipient dans un lieu frais et ombragé pendant quatre à cinq semaines.

## Utilisation
Les umeboshi sont habituellement mangées avec du riz. En tant qu'élément du bentō (coffret repas à la japonaise), une umeboshi est souvent placée au centre d'un lit de riz blanc, ce qui a en plus l'avantage esthétique de reproduire le drapeau du Japon. C'est aussi un ingrédient habituel dont on farcit les onigiri, ces boules de riz emballées dans des feuilles de nori. 
Les umeboshi sont aussi disponibles en version séchée (dry umeboshi), généralement vendues en vrac sur les marchés ou en petite quantité dans les supermarchés et les konbini.

## Qualité nutritionnelle
Les Japonais, rejoints par un nombre croissant de diététiciens dans le monde, estiment que les umeboshi sont excellentes pour la santé[réf. souhaitée]. Leur goût est cependant très éloigné des saveurs habituelles en Europe et peut rebuter le néophyte.
Antiseptique, fortifiant, minéralisant, alcalinisant du sang, etc. On a identifié pas moins de 17 substances intéressantes : alpha-phellandrène, alpha-pinène, benzaldéhyde, beta-pinène, camphène, carvone, citral, estragole, limonène, linalol, myrcène, myristicine, acide oléique, Pp-cymène, pipéritone, pulégone, terpinolène.[réf. nécessaire]
Infusée dans un bol de thé vert, l’umeboshi est utilisée comme remède contre la gueule de bois[réf. nécessaire].
En raison de leur forte teneur en sel, elles peuvent être conservées longtemps sans s'altérer.